# Grijskruid
Grijskruid (Berteroa incana) is een plant uit de kruisbloemenfamilie (Cruciferae of Brassicaceae).

## Beschrijving
De laatbloeiende planten zijn eenjarig en de vroeg bloeiende meestal tweejarig. De plant is giftig voor paarden.
De plant wordt 20–50 cm hoog en heeft een wortelrozet. De stengel is evenals de bladeren grijs door de beharing met stervormige haren. De bladeren zijn lancetvormig en stomp.
Grijskruid bloeit van juni tot september met witte bloemen, waarvan de vier kroonbladen tweespletig zijn. De kroonbladen zijn 5–7 mm lang. De bloeiwijze is een dichtbloemige tros.
De vrucht is een 4,5–8 mm lange hauw en is circa tweemaal zo lang als breed. De hauw is elliptisch met iets bolle zijden, dicht behaard met sterharen en heeft een tot 2 mm lange snavel. In een hauw zitten zes tot tien zaden.

## Verspreiding
Grijskruid is van oorsprong een Euro-aziatische steppeplant die in de 18e eeuw met graanimporten naar West-Europa is gekomen. Behalve in grote delen van Azië komt ze voor in Centraal- en Zuidoost-Europa, op rotsen en zandige plaatsen, droge muren en braakliggende terreinen. In Noord-Amerika is ze ingevoerd en verwilderd. In Nederland en België komt ze vrij algemeen voor op matig voedselrijke grond in bermen en langs spoordijken, ook uitgezaaid en zich handhavend.

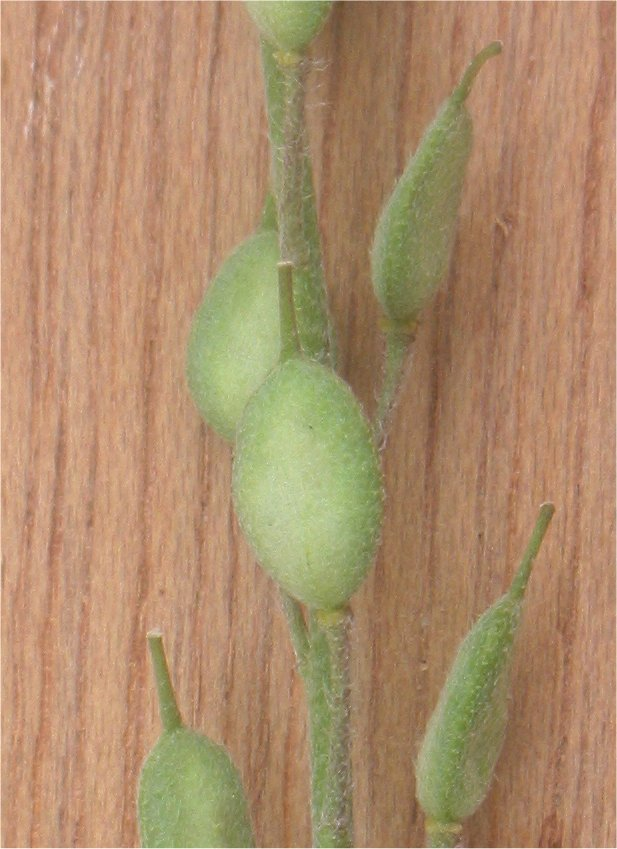
Hauwen (zonder snavel 7 mm lang)
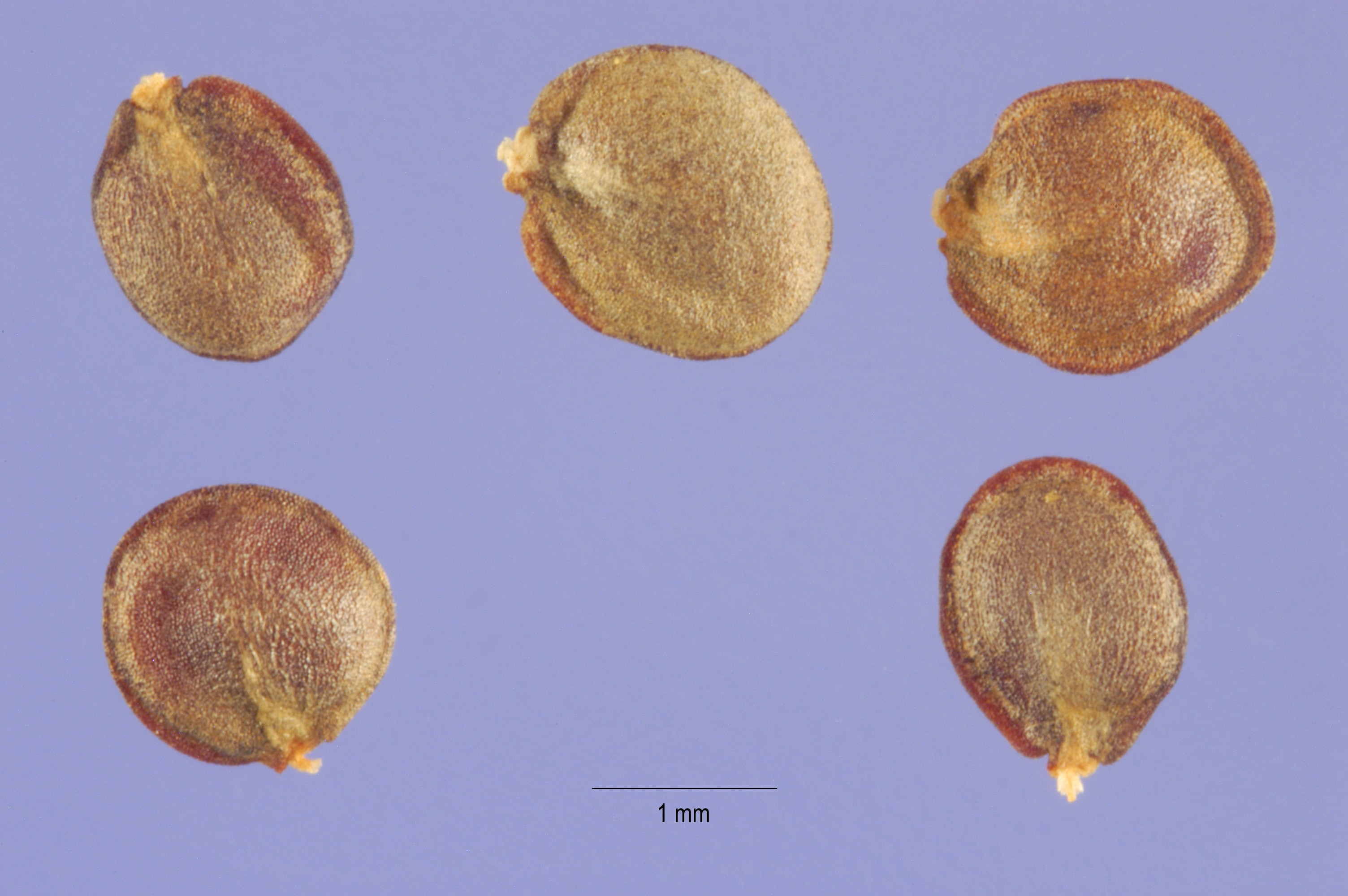
Zaden

## Ecologie
Het grijskruid is waardplant voor het Groot koolwitje (Pieris brassicae) en het Klein geaderd witje (Pieris napi).